# Північно-Західна територія (Канада)
64°31′01″ пн. ш. 121°50′05″ зх. д. / 64.517033° пн. ш. 121.83484° зх. д.

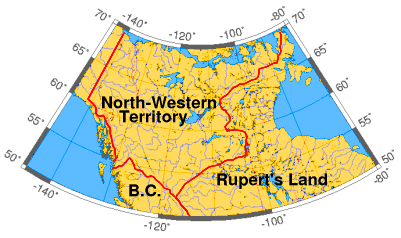
Півічно-Західна територія за найбільшої площі р. 1859

Північно-Західна територія (англ. North-Western Territory)  — територія, яка входила до складу Британської Північної Америки, тобто володіння Британської імперії по 1870. Було названо її за місцем розміщення відносно Землі Руперта: до складу території входили теперішні Юкон, континентальна частина Північно-Західних територій, північно-західна континентальна частина Нунавуту, північна Британська Колумбія, північна Альберта та північно-західний Саскачеван.
Неясно, коли саме Велика Британія задекларувала необмежену владу над територією; ясно лише те, що внаслідок Утрехтського миру Франція допустила владу Великої Британії над Гудзоновою затокою — і Велика Британія стала єдиною європейською державою з доступом до цієї частини континента. Компанія Гудзонової затоки незважаючи на королівський статут, який дозволяв володіти тільки Землею Руперта, торгувала в регіоні, поки її управління Північно-Західної території приписали до Компанії в 1859.
Велика Британія не заявляла верховної влади над некорінним населенням в регіоні. Внаслідок Королівської Декларації 1763 р. колонізація некорінних заборонена, поки корінні поселення не капітулювали по договору.
В 1862 під час «Золотої Лихоманки Стікін» (англ. Stikine Gold Rush) частину території було називано «Територія Стікін» (англ. Stikine Territory). Губернатор острова Ванкувера й Британської Колумбії Дуглас висловлювався проти колоніальних домагань Великої Британії до регіону. В 1863 Територія Стікін повернулася до Північно-Західної території.
В 1870 Канада об'єднала Північно-західну територію і Землю Руперта — регіони стали Північно-західними територіями. Канада об'єднала «Британські арктичні території» (англ. British Arctic Territories), арктичні острови до півночі Північно-західної території в 1880.